# 大杉 (名古屋市)
大杉（おおすぎ）は、愛知県名古屋市北区にある町名。現行行政地名は大杉一丁目から大杉三丁目と大杉町1丁目から大杉町7丁目。住居表示は大杉一丁目から大杉三丁目が実施済み、大杉町1丁目から大杉町7丁目が未実施。

## 地理
名古屋市北区の南部に位置し、大杉の南に東区白壁、大杉町の北に中杉町と長田町、大杉の東と大杉町の南に杉村、大杉と大杉町の西に清水と接する。

## 歴史

### 町名の由来
防風林として杉を用いた家が多く所在したことに由来するとされる。

### 沿革

#### 大杉町
- 1929年（昭和4年）9月5日 - 東区杉村町の一部により、同区大杉町として成立[2]。
- 1933年（昭和8年）11月1日 - 長田町の一部が編入される[2]。
- 1934年（昭和9年）11月1日 - 杉村町の一部が編入される[2]。また、一部が東杉町に編入される[2]。
- 1944年（昭和19年）2月11日 - 北区成立に伴い、同区大杉町となる[2]。
- 1980年（昭和55年）11月23日 - 一部が大杉三丁目に編入される[2]。また、一部が清水二丁目に編入される[3]。

#### 大杉
- 1980年（昭和55年）
  - 2月10日 - 北区長久寺町の全域および清水町・杉村町・船附町の各一部により、同区大杉一丁目が成立する[2]。
  - 11月23日 - 清水町・杉村町・船附町の各一部を大杉一丁目に編入する[2]。また、清水町・杉村町・船附町の各一部により大杉二丁目が、豆園町・大杉町・杉村町・東杉町・清水町・船附町の各一部により大杉三丁目がそれぞれ成立する[2]。

### 町名の変遷
| 実施後     | 実施年月日     | 実施前（各町名ともその一部） |
| ---------- | -------------- | ---------------------------- |
| 大杉町     | 1929年9月5日   | 杉村町                       |
| 大杉町     | 1933年11月1日  | 長田町                       |
| 大杉町     | 1934年11月1日  | 杉村町                       |
| 東杉町     | 1934年11月1日  | 大杉町                       |
| 大杉一丁目 | 1980年2月10日  | 長久寺町                     |
| 大杉一丁目 | 1980年2月10日  | 清水町                       |
| 大杉一丁目 | 1980年2月10日  | 杉村町                       |
| 大杉一丁目 | 1980年2月10日  | 船附町                       |
| 大杉一丁目 | 1980年11月23日 | 清水町                       |
| 大杉一丁目 | 1980年11月23日 | 杉村町                       |
| 大杉一丁目 | 1980年11月23日 | 船附町                       |
| 大杉二丁目 | 1980年11月23日 | 清水町                       |
| 大杉二丁目 | 1980年11月23日 | 杉村町                       |
| 大杉二丁目 | 1980年11月23日 | 船附町                       |
| 大杉三丁目 | 1980年11月23日 | 豆園町                       |
| 大杉三丁目 | 1980年11月23日 | 大杉町                       |
| 大杉三丁目 | 1980年11月23日 | 杉村町                       |
| 大杉三丁目 | 1980年11月23日 | 東杉町                       |
| 大杉三丁目 | 1980年11月23日 | 清水町                       |
| 大杉三丁目 | 1980年11月23日 | 船附町                       |
| 清水二丁目 | 1980年11月23日 | 大杉町                       |

## 世帯数と人口
2022年（令和4年）1月1日現在の世帯数と人口は以下の通りである。
| 町丁・丁目 | 世帯数    | 人口    |
| ---------- | --------- | ------- |
| 大杉町     | 184世帯   | 321人   |
| 大杉一丁目 | 230世帯   | 520人   |
| 大杉二丁目 | 310世帯   | 651人   |
| 大杉三丁目 | 322世帯   | 623人   |
| 計         | 1,046世帯 | 2,115人 |

### 人口の変遷
| 大杉 | 大杉町 |

|  |  |

|  |  |

|  |  |

## 学区
市立小・中学校に通う場合、学校等は以下の通りとなる。また、公立高等学校に通う場合の学区は以下の通りとなる。
| 丁目        | 番・番地等 | 小学校               | 中学校                 | 高等学校 |
| ----------- | ---------- | -------------------- | ---------------------- | -------- |
| 大杉町1丁目 | 全域       | 名古屋市立大杉小学校 | 名古屋市立八王子中学校 | 尾張学区 |
| 大杉町2丁目 | 全域       | 名古屋市立大杉小学校 | 名古屋市立八王子中学校 | 尾張学区 |
| 大杉町3丁目 | 全域       | 名古屋市立大杉小学校 | 名古屋市立八王子中学校 | 尾張学区 |
| 大杉町4丁目 | 全域       | 名古屋市立大杉小学校 | 名古屋市立八王子中学校 | 尾張学区 |
| 大杉町5丁目 | 全域       | 名古屋市立杉村小学校 | 名古屋市立若葉中学校   | 尾張学区 |
| 大杉町6丁目 | 全域       | 名古屋市立杉村小学校 | 名古屋市立若葉中学校   | 尾張学区 |
| 大杉町7丁目 | 全域       | 名古屋市立杉村小学校 | 名古屋市立若葉中学校   | 尾張学区 |
| 大杉一丁目  | 全域       | 名古屋市立大杉小学校 | 名古屋市立八王子中学校 | 尾張学区 |
| 大杉二丁目  | 全域       | 名古屋市立大杉小学校 | 名古屋市立八王子中学校 | 尾張学区 |
| 大杉三丁目  | 全域       | 名古屋市立大杉小学校 | 名古屋市立八王子中学校 | 尾張学区 |

## 交通
名古屋鉄道（名鉄）
■ 瀬戸線 尼ヶ坂駅（大杉一丁目）

## 施設

### 大杉一丁目

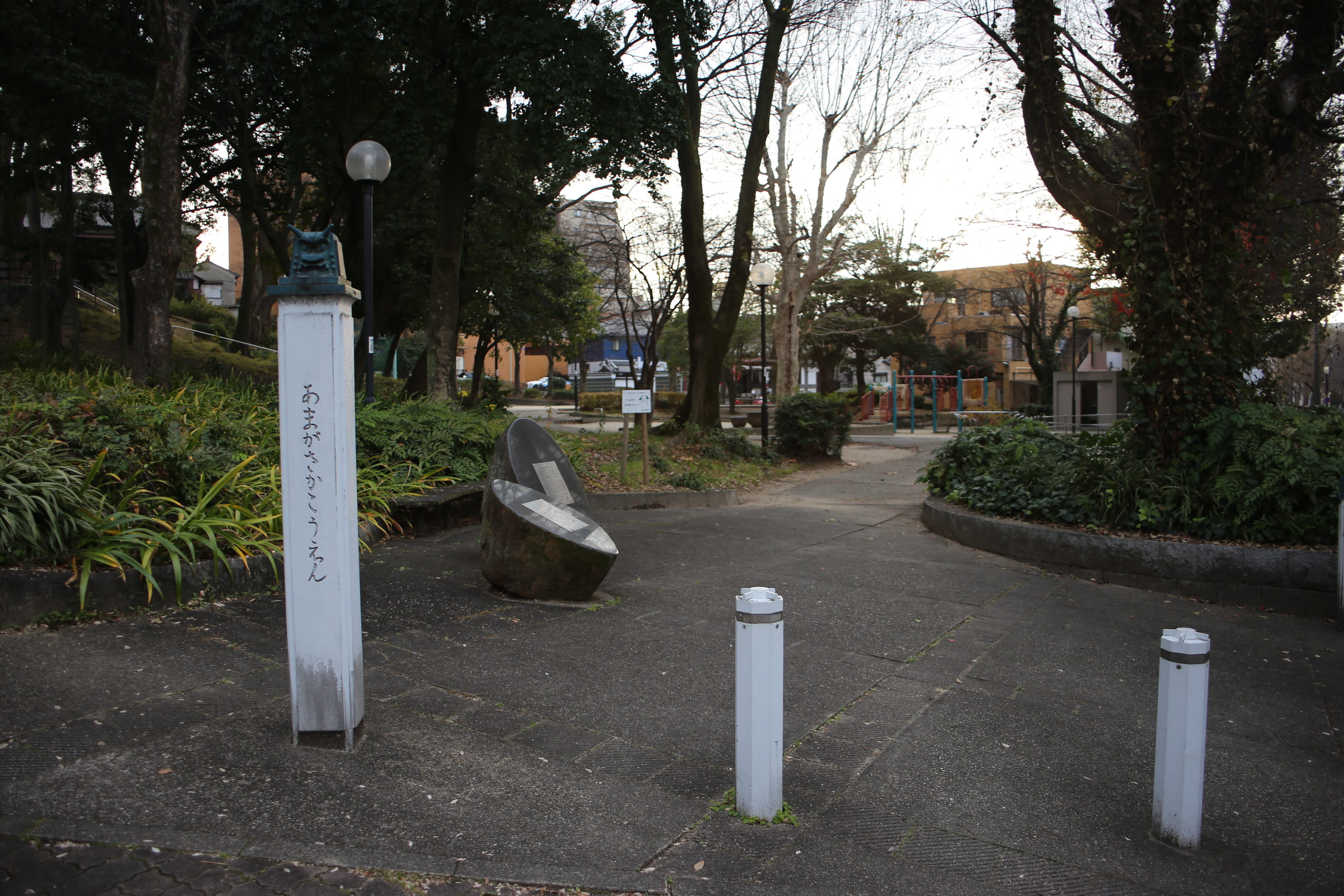
尼ケ坂公園
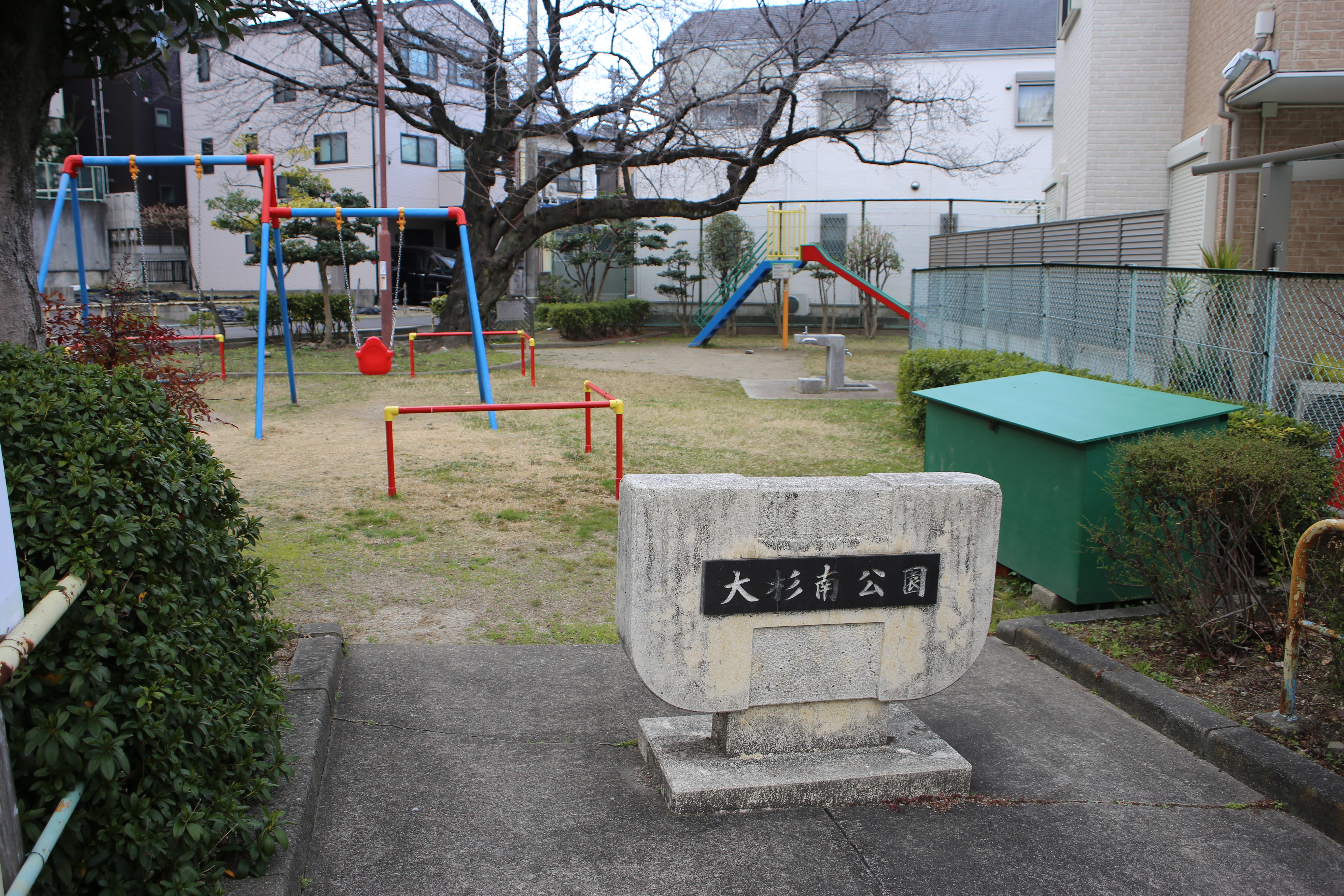
大杉南公園
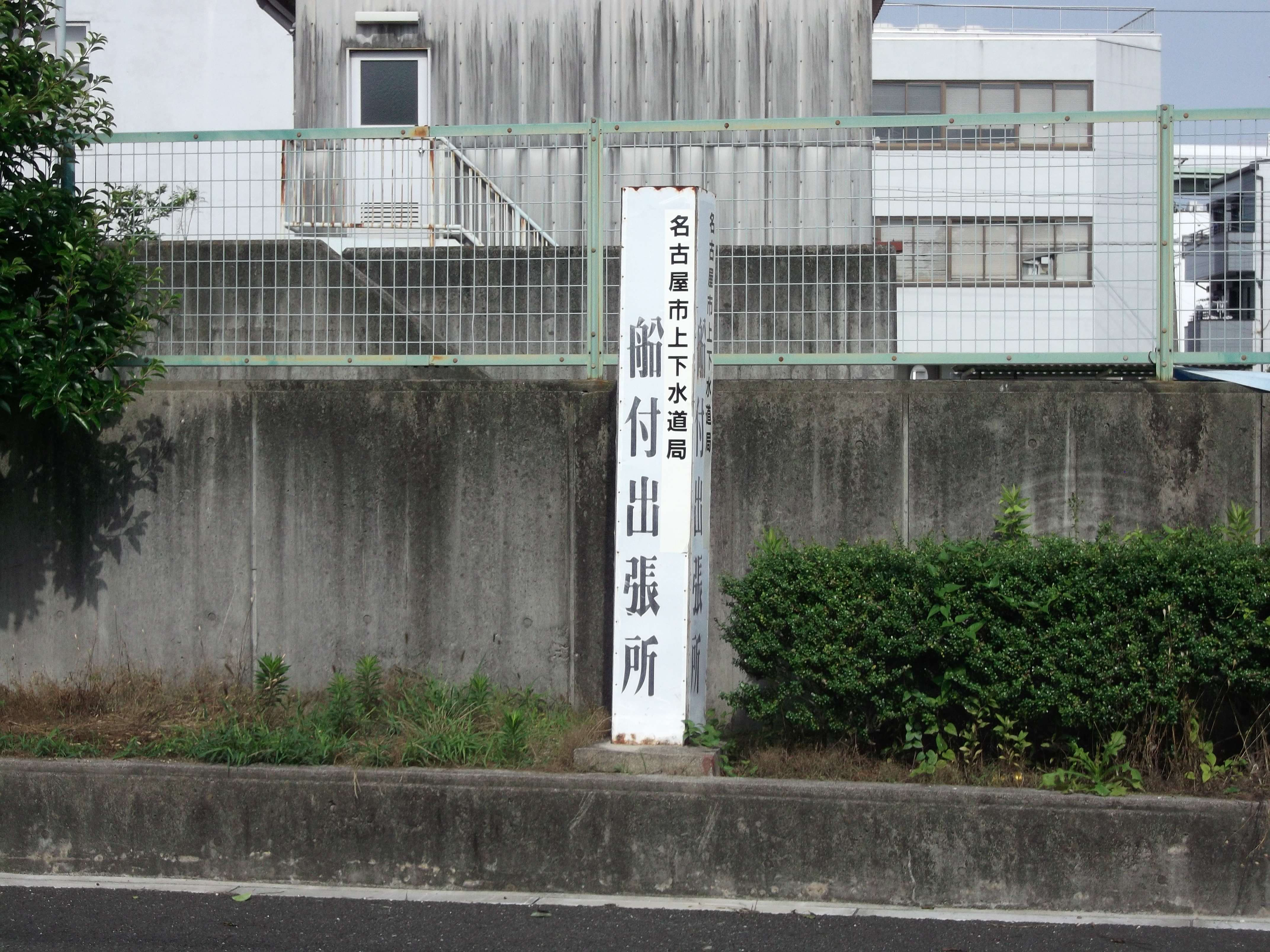
名古屋市上下水道局船付出張所
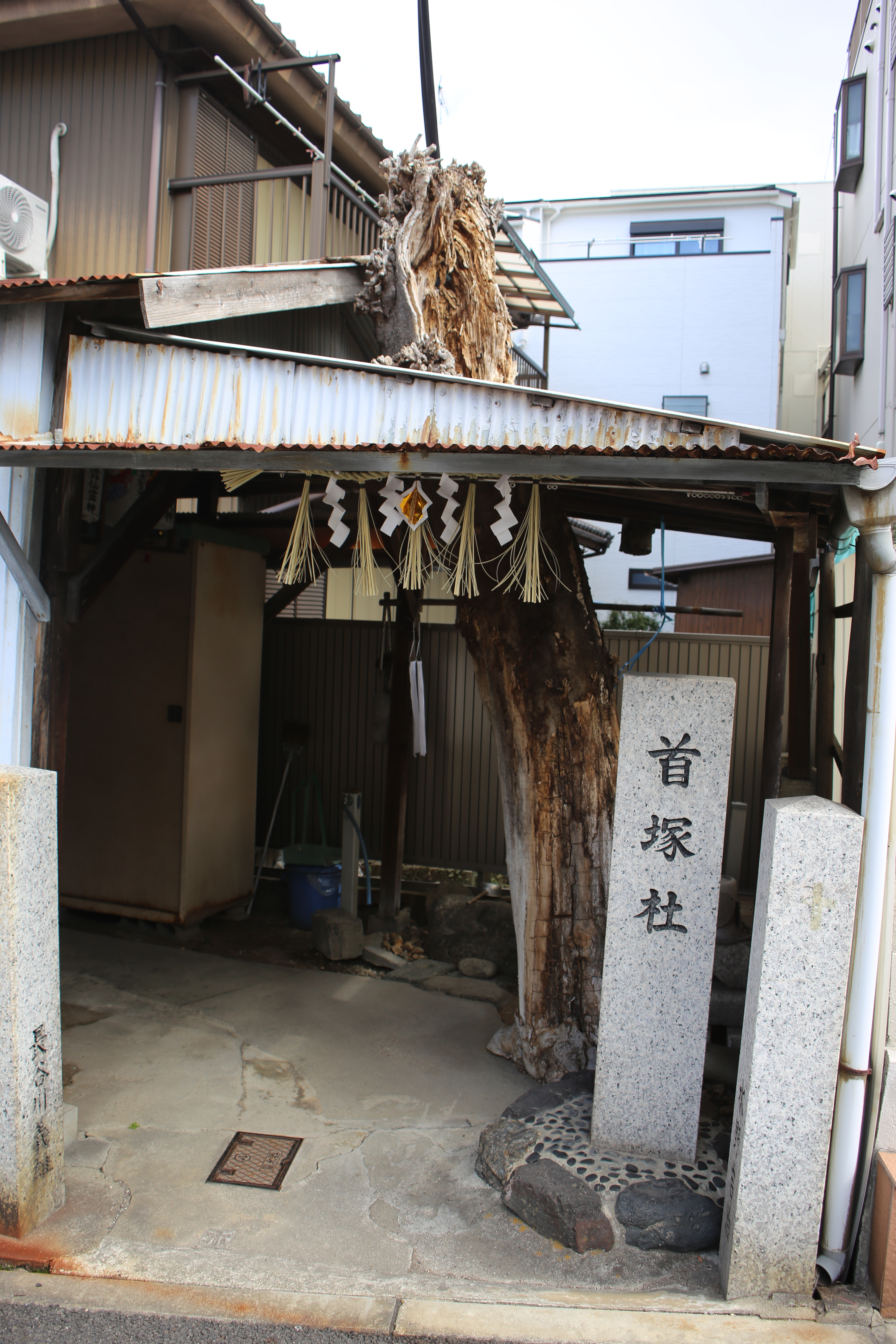
首塚社

敷地は大杉一丁目のほか東区白壁三丁目にかかる。1981年（昭和56年）4月1日供用開始。
- 大杉南公園

1980年（昭和55年）4月1日供用開始。
- 名古屋市上下水道局船付出張所
- 首塚社
- 船附公園

1968年（昭和43年）4月1日供用開始。
- 船二どんぐりひろば[WEB 14]
- 船附どんぐりひろば[WEB 14]
- SAKUMACHI商店街

- 尼ケ坂公園
- 大杉南公園
- 名古屋市上下水道局船付出張所
- 首塚社

### 大杉二丁目
- 杉の子中央どんぐりひろば[WEB 14]
- 船二北どんぐりひろば[WEB 14]
- 杉和自治会どんぐりひろば[WEB 14]

### 大杉三丁目

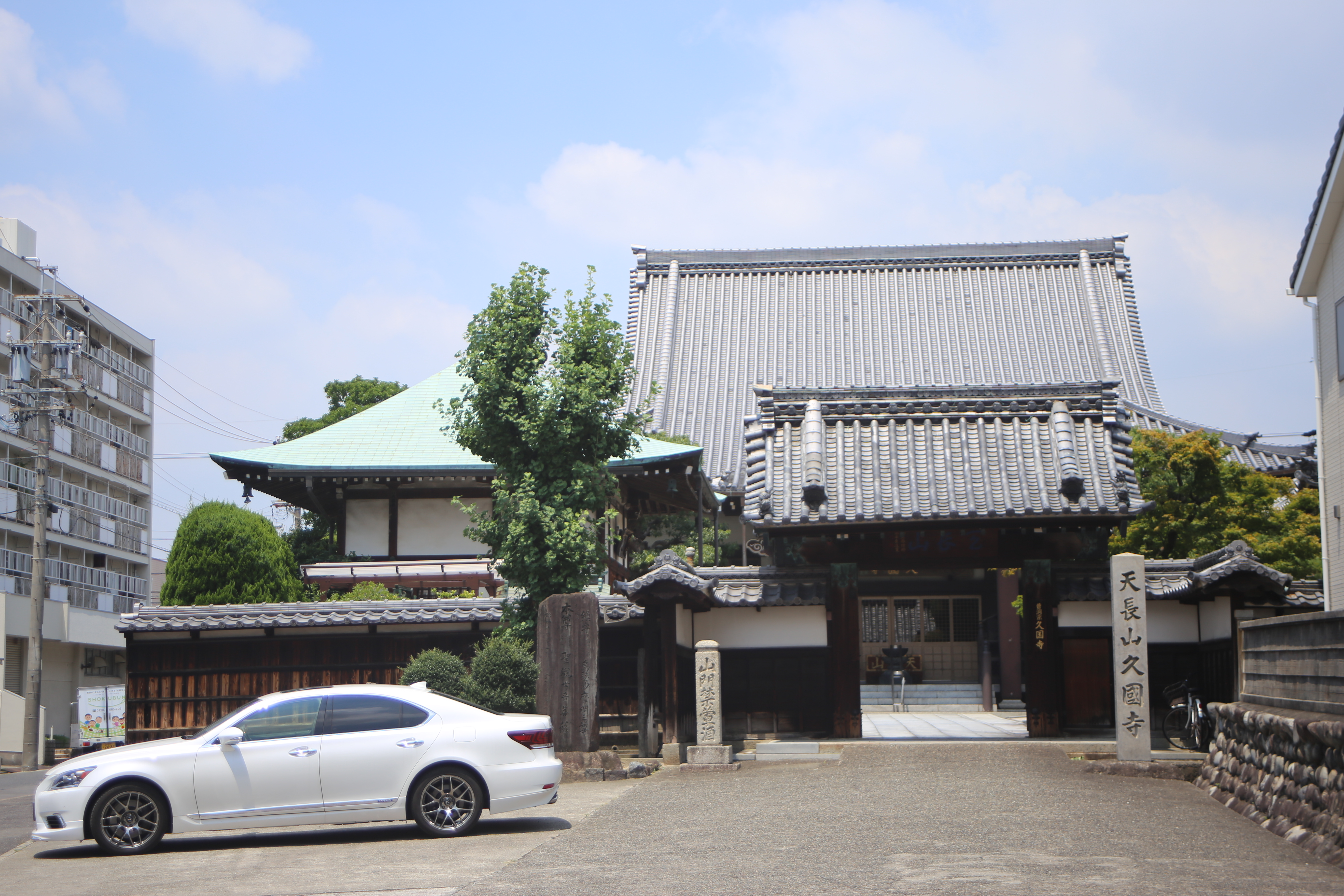
久国寺
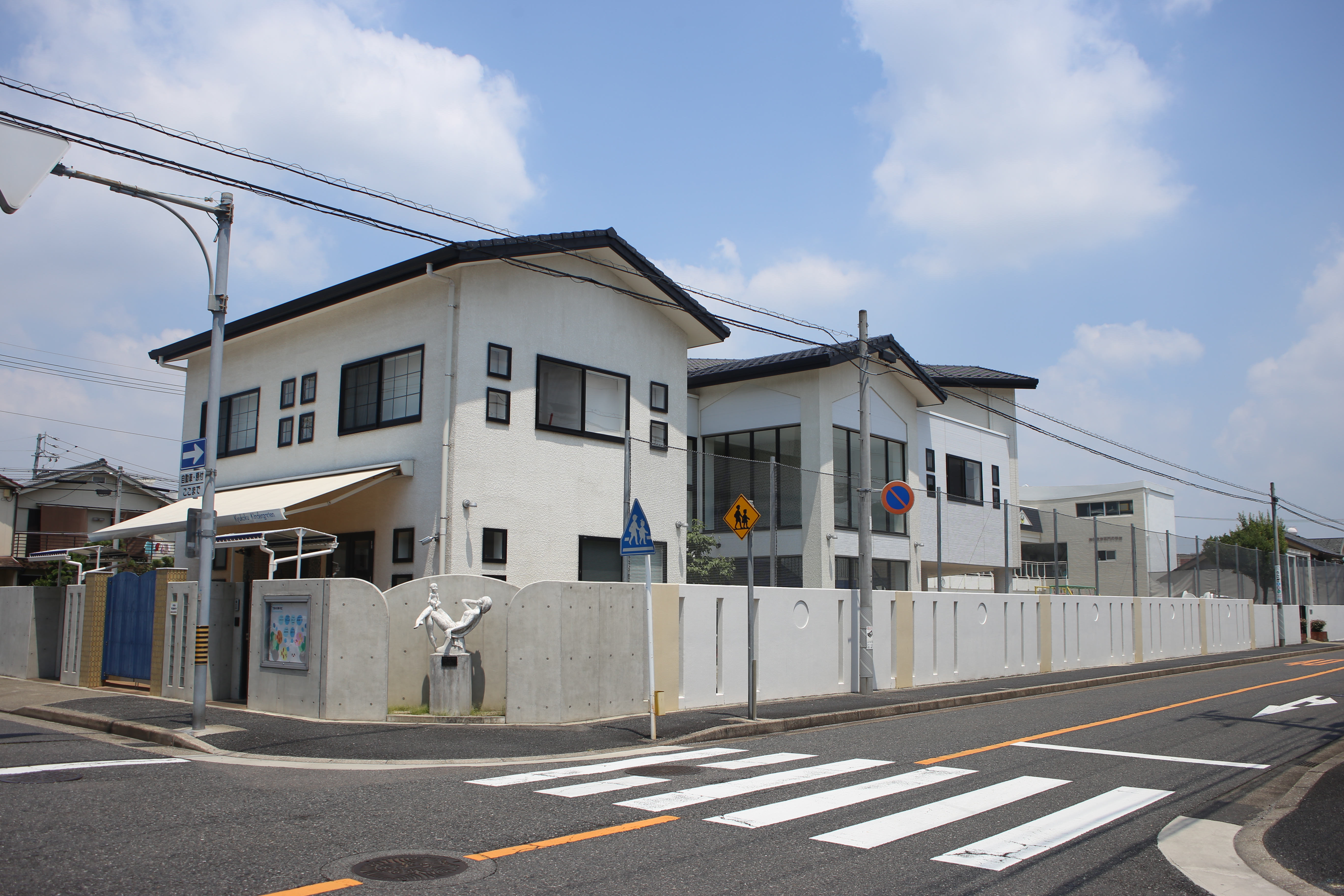
久国幼稚園
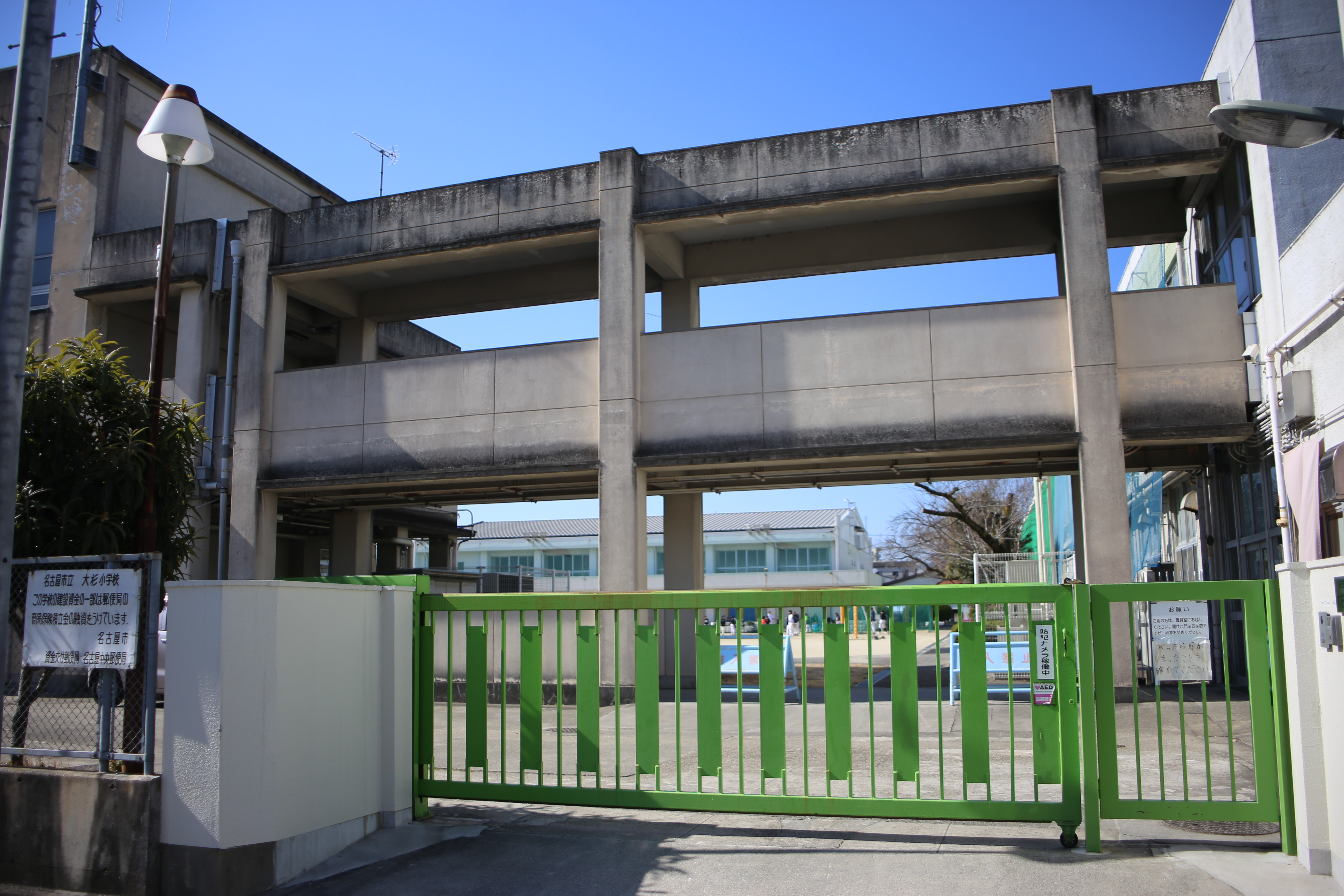
名古屋市立大杉小学校
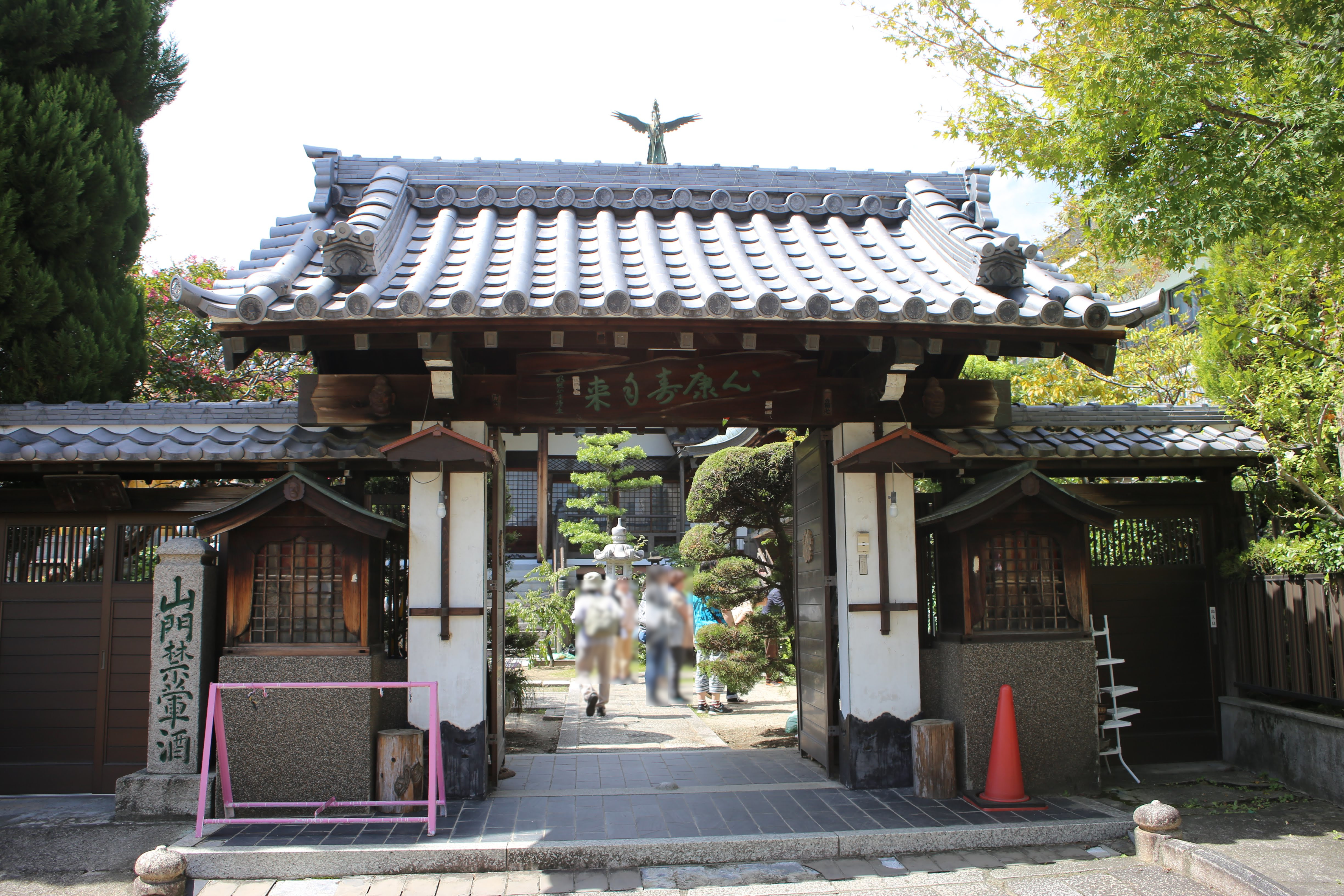
普光寺
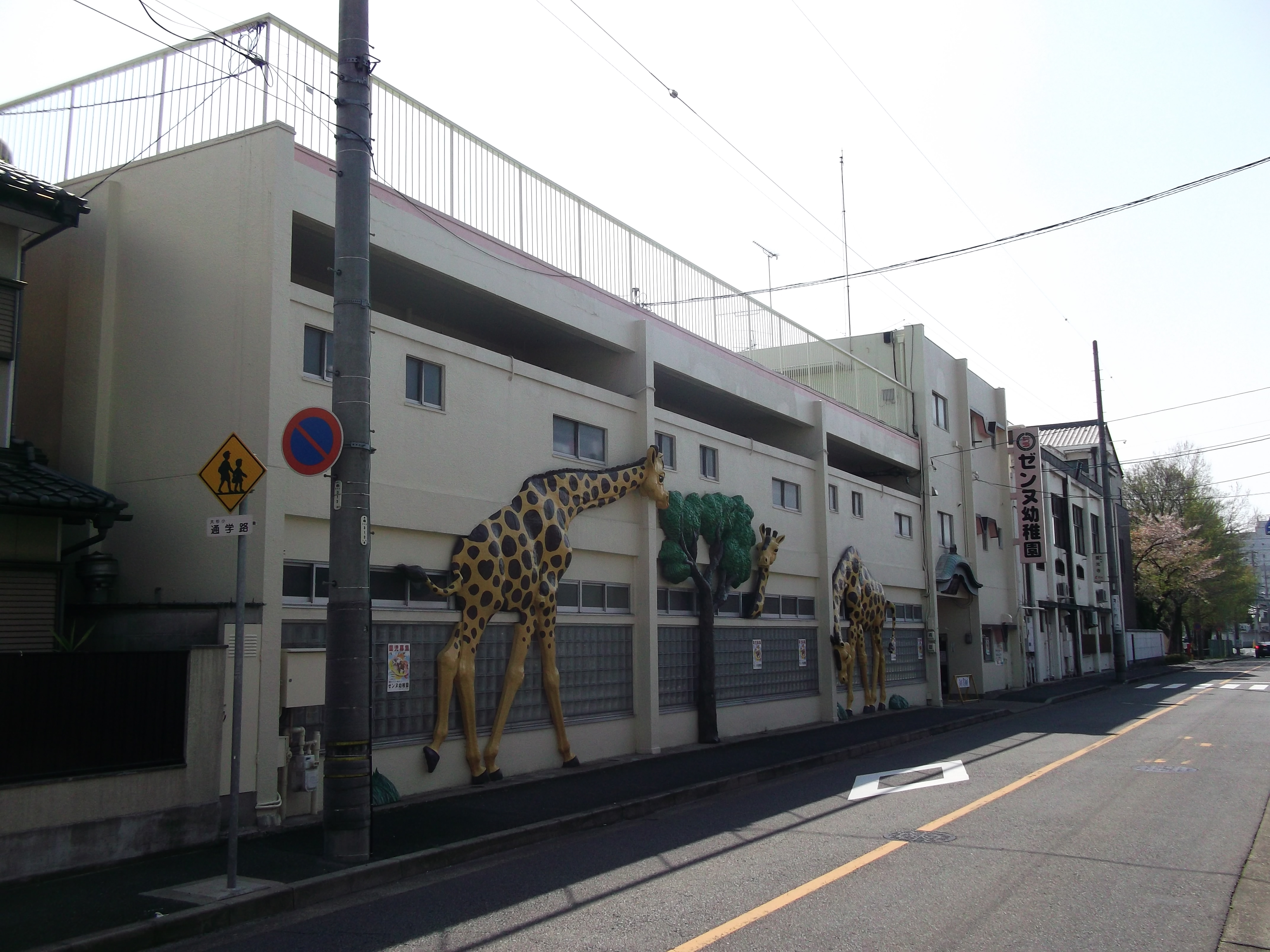
ゼンヌ幼稚園
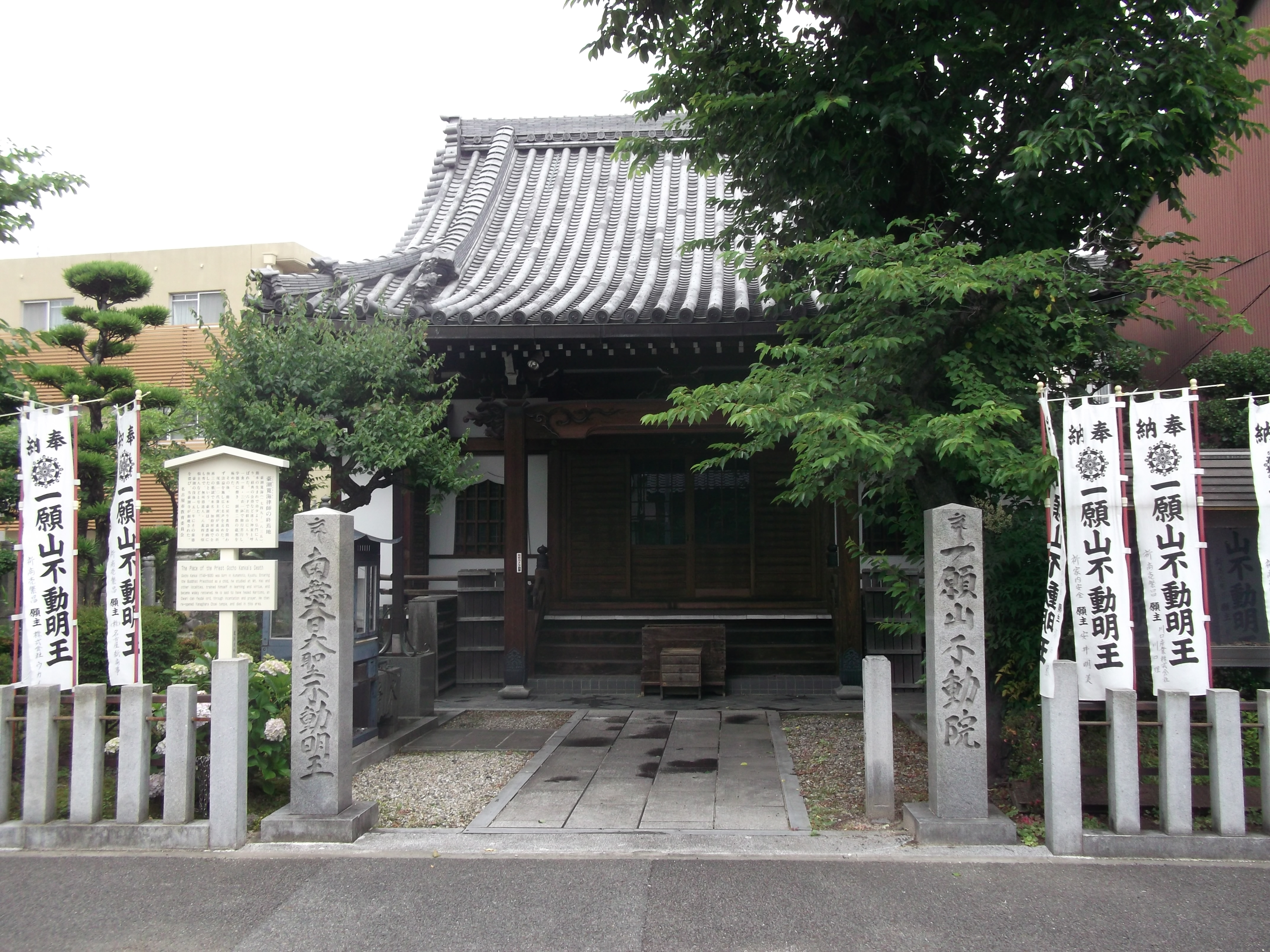
一願山不動院

- 大杉公園

1956年（昭和31年）10月15日供用開始。
- 普光寺
- ゼンヌ幼稚園
- 一願山不動院
- 親和どんぐりひろば[WEB 14]

- 久国寺
- 久国幼稚園
- 大杉小学校
- 普光寺
- ゼンヌ幼稚園
- 一願山不動院

## その他

### 日本郵便
- 集配担当する郵便局は以下の通りである[WEB 15]。

| 町丁   | 郵便番号 | 郵便局         |
| ------ | -------- | -------------- |
| 大杉町 | 462-0836 | 名古屋北郵便局 |
| 大杉   | 462-0837 | 名古屋北郵便局 |

### WEB
1. 1 2  “町・丁目(大字)別、年齢(10歳階級)別公簿人口(全市・区別)”.   名古屋市. 2022年3月31日閲覧。
2. 1 2  “郵便番号”.  日本郵便. 2019年1月6日閲覧。
3. 1 2  “郵便番号”.  日本郵便. 2019年1月6日閲覧。
4. ↑  “市外局番の一覧”.   総務省. 2019年1月6日閲覧。
5. ↑  “管轄区域”.   愛知県自動車会議所. 2021年9月23日閲覧。
6. ↑  “北区の町名一覧”.   名古屋市 (2015年10月21日). 2019年1月12日閲覧。
7. ↑  名古屋市役所総務局企画部統計課統計係 (2005年7月1日). “（刊行物）名古屋の町(大字)・丁目別人口 (平成12年国勢調査) 北区” (xls). 2017年10月8日閲覧。
8. ↑  名古屋市役所総務局企画部統計課統計係 (2007年6月29日). “平成17年国勢調査　名古屋の町(大字)別・年齢別人口 北区” (xls). 2017年10月8日閲覧。
9. ↑  名古屋市役所総務局企画部統計課統計係 (2012年6月29日). “平成22年国勢調査　名古屋の町(大字)別・年齢別人口 北区” (xls). 2017年10月8日閲覧。
10. ↑  名古屋市役所総務局企画部統計課統計係 (2017年7月7日). “平成27年国勢調査　名古屋の町(大字)別・年齢別人口” (xls). 2017年10月8日閲覧。
11. ↑  “市立小・中学校の通学区域一覧”.   名古屋市 (2018年11月10日). 2019年1月14日閲覧。
12. ↑  “平成29年度以降の愛知県公立高等学校（全日制課程）入学者選抜における通学区域並びに群及びグループ分け案について”.   愛知県教育委員会 (2015年2月16日). 2019年1月14日閲覧。
13. 1 2 3 4 5  “都市公園の名称、位置及び区域並びに供用開始の期日” (2019年5月1日). 2019年11月3日閲覧。
14. 1 2 3 4 5 6  名古屋市役所 子ども青少年局子育て支援部子育て支援課子育て支援係 (2017年11月15日). “北区のどんぐりひろば一覧”.   名古屋市. 2019年12月27日閲覧。
15. ↑  郵便番号簿 平成29年度版 - 日本郵便. 2019年01月06日閲覧 (PDF)

### 書籍
1. ↑  名古屋市計画局 1992, p. 172.
2. 1 2 3 4 5 6 7 8 9  名古屋市計画局 1992, p. 747.
3. ↑  名古屋市計画局 1992, p. 748.